# 明安圖 (繙譯進士)
明安圖（？年—？年），蒙古鑲白旗羅卜藏佐領人，繙譯鄉試中式舉人，乾隆十六年繙譯會試中式進士，補授内閣中書，乾隆三十九年到任馬邊廳撫民通判，四十一年任夔州府通判。